# 압두라하마네 치아니
압두라하마네 치아니(아랍어: عبد الرحمن تشياني, 프랑스어: Abdurahamane Tchiani, 1960년/1961년 ~ )는 니제르의 군인으로, 니제르의 군사 정권인 국토 안전 위원회의 회장이다. 그는 니제르 대통령 경호실장(2011년~2023년)을 역임했다. 그는 모하메드 바줌 대통령을 구금함으로써 2023년 니제르 쿠데타에서 중요한 역할을 했다. 2023년 7월 28일, 그는 이틀 전에 집권한 군사 정권인 국토 안전 위원회의 지도자라고 자신을 발표했다. 그의 쿠데타는 2023년 니제르 위기를 촉발시켰다.

## 쿠데타
2023년 7월 26일, 치아니는 2023년 니제르 쿠데타의 일환으로 수도 니아메의 대통령궁에 모하메드 바줌 대통령을 구금하는 데 대통령 경호대를 이끌었다. 이 쿠데타는 치아니가 주도한 것으로 알려졌으며, 분석가들은 바줌이 그의 직위를 해제할 계획이라고 말했다. 바줌과 가까운 소식통은 그가 7월 24일 내각 회의에서 관계가 경색된 것으로 알려지자 치아니의 해임을 결정했다고 말했다.
7월 28일, 치아니는 국영 TV 연설에서 자신을 국토 안전 위원회의 회장이라고 선언했다. 그는 쿠데타가 나라의 "점진적이고 피할 수 없는 종말"을 피하기 위해 시작되었다고 말했고, 바줌은 "죽고, 실향민, 굴욕감과 좌절감의 더미"라고 불렀던 나라의 "가혹한 현실"을 숨기려고 노력했다고 말했다. 그는 또한 정부의 안보 전략이 효과가 없다고 주장되는 것에 대해 비판했지만 민간 통치로의 복귀에 대한 일정은 밝히지 않았다.
그의 쿠데타는 2023년 니제르 위기로 이어졌다.